# Markus Grübl
Markus Grübl (* 31. August 1989 in Eggenfelden) ist ein deutscher Fußballspieler.

## Karriere
Markus Grübl lernte in seiner niederbayrischen Heimat zuerst beim SV Schönau und dann beim FC Vilshofen das Fußballspielen, bevor er in der B-Jugend zum Wacker Burghausen wechselte. Mit der A-Jugend spielte er dort in der A-Junioren-Bundesliga.
Ab der Rückrunde der Saison 2008/09 kam der Rechtsaußen regelmäßig in der Profimannschaft in der 3. Liga zum Einsatz und war zwei Jahre später Stammspieler. 2011 wurde sein Vertrag um ein Jahr verlängert, am Ende der Vertragslaufzeit wechselte er zum TSV Buchbach in die Regionalliga Bayern. Dort konnte er in den ersten vier Ligaspielen sofort überzeugen und erzielte zwei Tore.